# 황보력
황보력(皇甫酈, ? ~ ?)은 중국 후한 말의 정치인으로 양주의 유력 가문인 안정 황보씨의 일원이다. 내전을 벌이는 곽사와 이각의 화해에 노력했으며 지조를 잃지 않았다.

## 생애

### 황보숭에게의 조언
황보숭의 조카뻘이다. 189년(중평 6년), 좌장군 황보숭의 군중에 있었다. 전장군 동탁이 병주목으로 옮기면서 기존의 군사는 황보숭에게 이전하라는 조서를 받았음에도 그러지 않았다. 황보숭과 동탁의 관계도 좋지 않던 터였다. 황보력이 황보숭에게 권하길, “우리 왕조가 실정하여 천하가 어지럽습니다. 위험을 해결하고 기운 것을 바로 세울 수 있는 이는 대인과 동탁뿐입니다. 그런데 혐극은 이미 맺혀 서로 양립할 수 없는 형세입니다. 동탁은 군병을 맡겨야 했으나 그 명을 어겼으며 수도 낙양이 혼란한데도 주저하며 오지 않으니 간사함을 품은 것입니다. 그는 흉악하고 난폭해 장병도 붙지 않습니다. 원수(元帥)인 대인께서 나라의 권위에 의거해 그를 정벌한다면 위로는 충의를 드러내고 아래로는 해악을 제거하는 것이니 이는 환문(桓文)의 일입니다.”라 하였다. 황보숭은 조정이 판단해야 한다며 이를 거부하고 동탁의 일을 알리는 상소만 올렸다.

### 이각과의 대담
후일 알자복야(謁者僕射)로 근무하였다. 195년(흥평 2년), 수도 장안에서 이각과 곽사 간에 내전이 터졌다. 헌제는 황보력이 양주의 세족인 데다 혼자서도 사자로 가 지혜롭게 대답하는 재주가 있다[전대지재, 專對之才] 여겨 이각과 곽사의 화해를 주선하게 하였다. 일단 찾아간 곽사는 이를 받아들였다. 다음으로 찾아간 이각은 답하길, “내가 여포를 징벌한 공훈을 세운 이래 4년간 천자를 보필해 삼보(三輔)를 맑고 고요하게 했음은 천하가 아는 바요. 말 도둑놈인 곽사가 어떻게 나와 대등하려 할 수 있는가? 반드시 처단할 것이오. 양주 사람인 그대가 나의 방략과 군대를 봤을 때 충분히 곽사를 처리할 수 있지 않겠소? 더구나 곽사는 공경(公卿)까지 인질로 삼았소. 그대가 참으로 곽사를 이롭게 하려 하지만 나 이각에게 담력이 있음을 절로 알게 될 것이오.”라며 거절하였다.
황보력이 말하길, “옛날에 유궁후예(有窮后羿)는 자신의 궁술을 자신해 환난을 생각 안 하다가 멸망했습니다. 근래엔 장군께서도 직접 보셨다시피 동탁이 강했습니다. 안으로는 왕윤이, 밖으로는 동민(董旻)·동승·동황(董璜)이 있었습니다만 여포가 은혜를 입고도 배반해 순식간에 그 머리가 장대 끝에 내걸렸습니다. 이는 용맹했을지언정 무모했기 때문입니다. 지금 장군은 지체 높은 장군직에 앉아 절월(節鉞)을 지니고 자손들도 권력을 누리며 가문이 은총을 받아 나라의 좋은 벼슬은 모두 차지하고 있습니다. 그런데 곽사는 공경을, 장군은 천자를 핍박하고 있으니 누가 더 중하겠습니까? 장제와 곽사, 양정은 모략이 있으며 벼슬아치들도 따릅니다. 백파적(白波賊) 출신 양봉은 장군의 그릇됨을 알기에 장군의 총애를 받았을지라도 기꺼이 진력하지 않습니다.”라 하였으나 이각에게 쫓겨났다.

### 호막과의 대화
황보력은 이 사실을 아뢰고 이각이 불순하다고도 하였다. 이각이 아끼던 시중(侍中) 호막(胡邈)이 황보력을 타이르길, “이각은 경(卿)을 박대하지 않았고 황보숭이 태위에 올랐던 것도 이각이 힘썼기 때문이오.”라 하였다. 황보력은 답하길, “호경재(胡敬才), 경은 황제를 보필하는 국가의 상백(常伯)인데도 말은 이 같으니 어찌 쓰겠는가? 나는 누대에 걸쳐 은혜를 받았고 몸은 늘 궁정에 있었소. 임금이 치욕을 당하면 신하는 목숨 걸어 설욕할 뿐이오.[군욕신사, 君辱臣死] 국가를 위해서라면 이각에게 피살되는 것도 천명이오.”라 하였다. 헌제는 이각이 들을까 염려해 황보력을 내보냈다. 이각은 호분 왕창(王昌)으로 하여금 황보력을 불러오게 하였다. 왕창은 황보력의 충직함을 알았으므로 일부러 놓아주고는 ‘쫓아갔으나 미치지 못하였다’고 보고하였다. 이후의 행적은 기록이 없어 알 수 없다.

## 삼국지연의
사서가 아닌 소설 《삼국지연의》에서는 장안 조정에서의 행적만이 사서와 비슷한 모습으로 제13회에 등장한다. 이각과의 회견에서 한 발언으로 인해 죽을 뻔하다가 기도위 양봉과 가후가 이각을 만류한 덕분에 명을 보존한다. 호막에게 절개를 내보이자 헌제는 황보력을 서량으로 귀향시킨다. 거기서 ‘이각의 모반을 따르는 자는 후환이 얕지 않을 것’이라고 선전하고 다니니 이각군의 마음이 점차 흩어진다. 이각군의 태반이 서량인이었기 때문이다. 왕창과의 일화도 삽입되었으며 이후로는 작에서 언급되지 않는다.

## 참고 문헌
- 《헌제기거주》(獻帝起居注) ; 배송지 주석, 《삼국지》6권 위서 제6 동탁전에서 인용